# Viaggio in Corsica
Viaggio in Corsica o Relazione della Corsica (in inglese An Account of Corsica, The Journal of a Tour to That Island, and Memoirs of Pascal Paoli) è un'opera che il giurista scozzese James Boswell scrisse nel 1766 e pubblicò nel 1768. Il saggio è un resoconto di un Grand Tour che l'autore compì prevalentemente in Italia e poi in Corsica nella seconda metà del 1765 oltre al suo incontro con il politico e militare corso Pasquale Paoli, che lottava per mantenere la Repubblica Corsa libera dai genovesi e dai loro alleati francesi (e dal 1768 anche nuovi dominatori dell'isola).

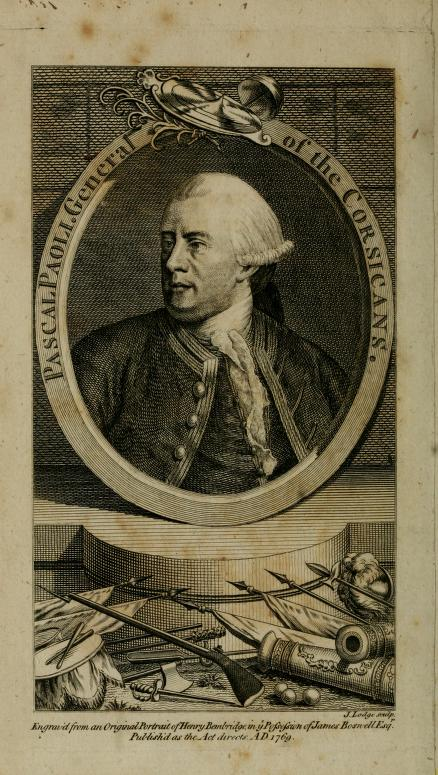
Illustrazione di Pasquale Paoli dallAccount of Corsica.

## Tappe del viaggio

### Môtiers (Svizzera)
Dopo aver viaggiato attraverso la Germania raggiunge il paese svizzero di Môtiers dove risiedeva il filosofo Rousseau in una casa di campagna, che aveva corrispondenza epistolare con la Corsica e aiuto Boswell ad avere le credenziali per raggiungere l'isola nel settembre 1765. 

La casa di Rousseau a Môtiers.

### L'Italia: Roma e la Toscana
Dopo aver raggiunto Roma nell'aprile 1765, visitò Siena e poi raggiunse Firenze in agosto dove ricevette le credenziali da Rousseau per raggiungere l'isola, quindi raggiunse Livorno dove si imbarcò su vascello toscano diretto a Capo Corso per caricare vino. Il vascello era diretto a Centuri e il Boswell scelse questo perché a Bastia non sapeva il comportamento nei suoi confronti del comandante delle truppe francesi alleate di Genova, Charles Louis de Marbeuf. Il vascello trovò bonaccia e raggiunse Capo Corso in due giorni di navigazione.

### Capo Corso: Centuri, Pino, Morsiglia e Canari
Boswell arrivò in serata nel porto di Centuri, si diresse a Morsiglia dove venne ospitato dal signor Antonio Antonetti e poi si diresse con una sua missiva a Pino destinata a Damiano Tomasi, padre del comune; viaggiò sempre a piedi e qualche volta con un asino e a Pino incontrò alcuni corsi vestiti da marinai inglesi che parlavano abbastanza bene la sua lingua dato che erano stati molte volte a Livorno. A Canari dormì nel Convento di San Francesco gestito dai frati minori. 

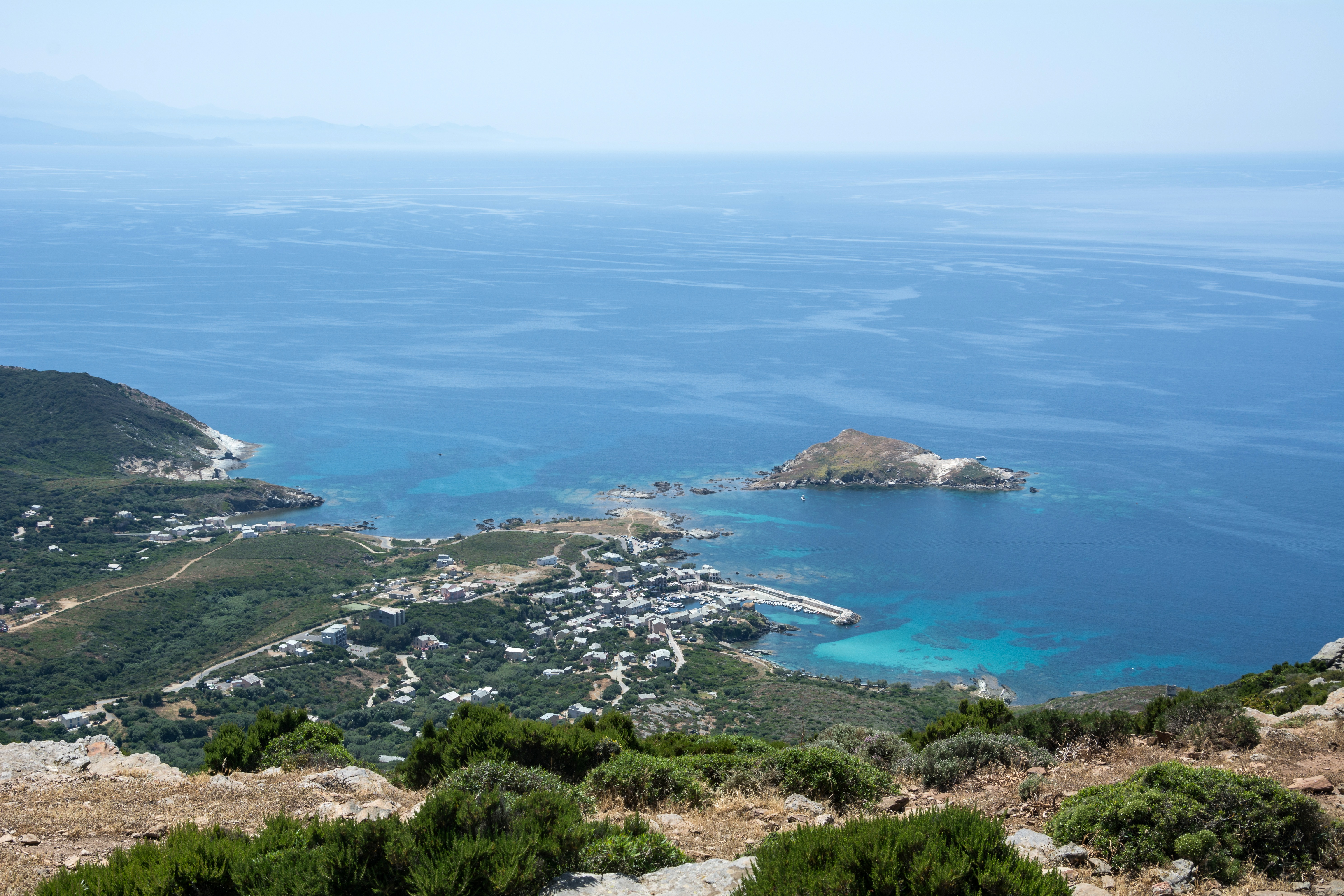
Il porto di Centuri, punto di arrivo di Boswell in Corsica.

### L'arrivo a Corte

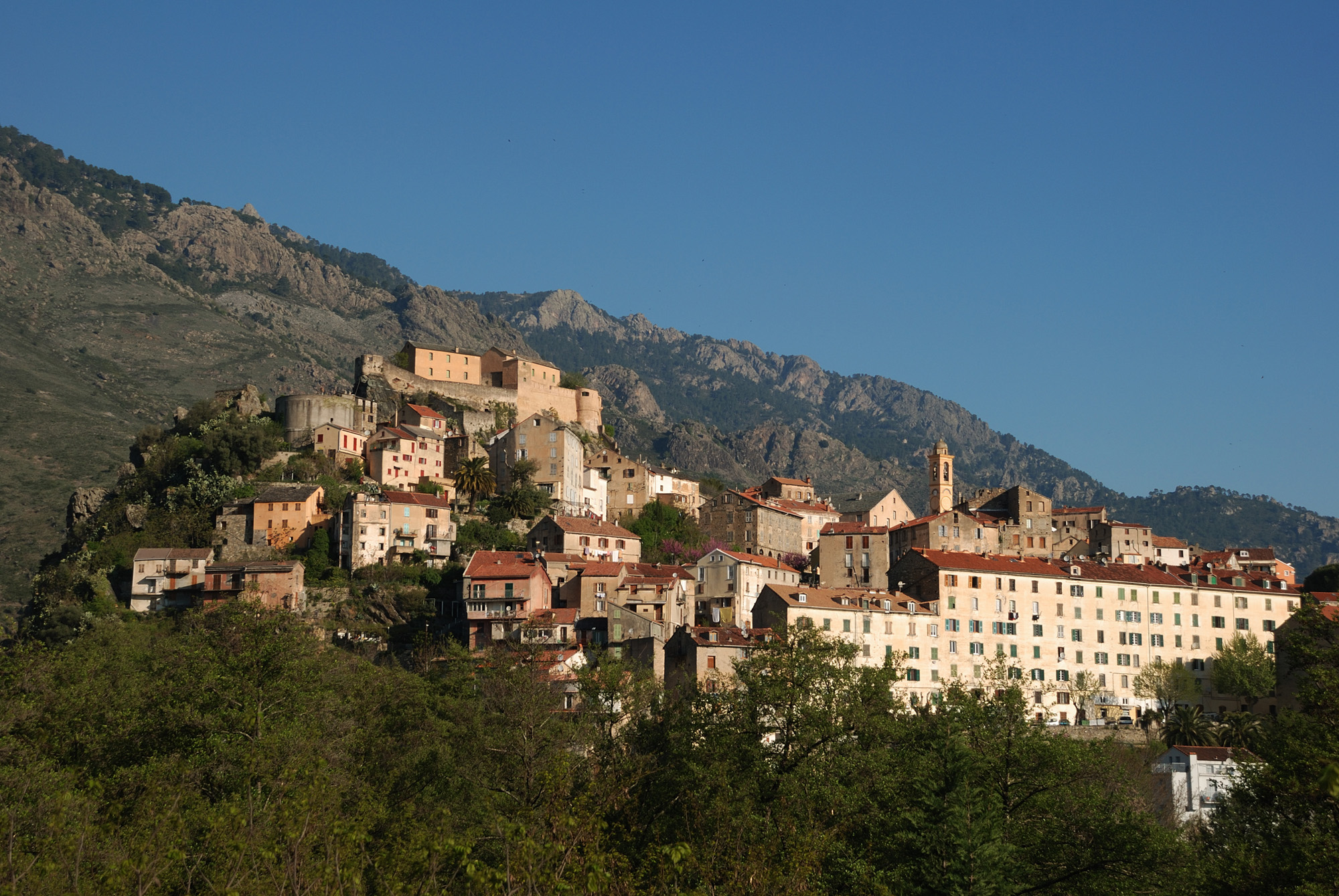
Corte, capitale della Corsica indipendente dove Boswell incontrò Paoli.

### La parte meridionale dell'isola

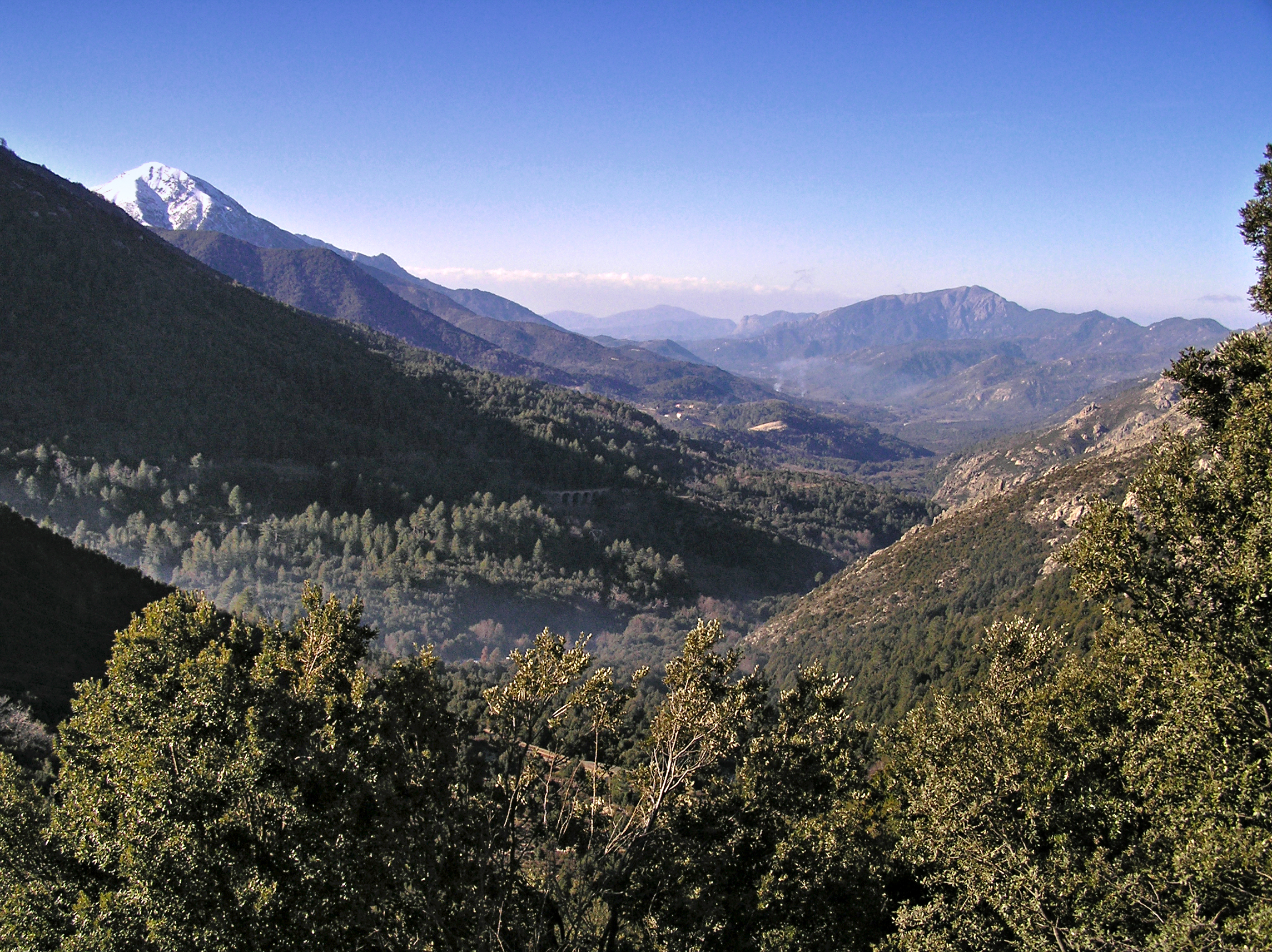
L'alta valle della Gravona vista dal Colle di Vizzavona (1.163 m), utilizzato da Boswell per andare in Corsica del Sud.

### L'ultimo soggiorno a Corte e il viaggio di ritorno

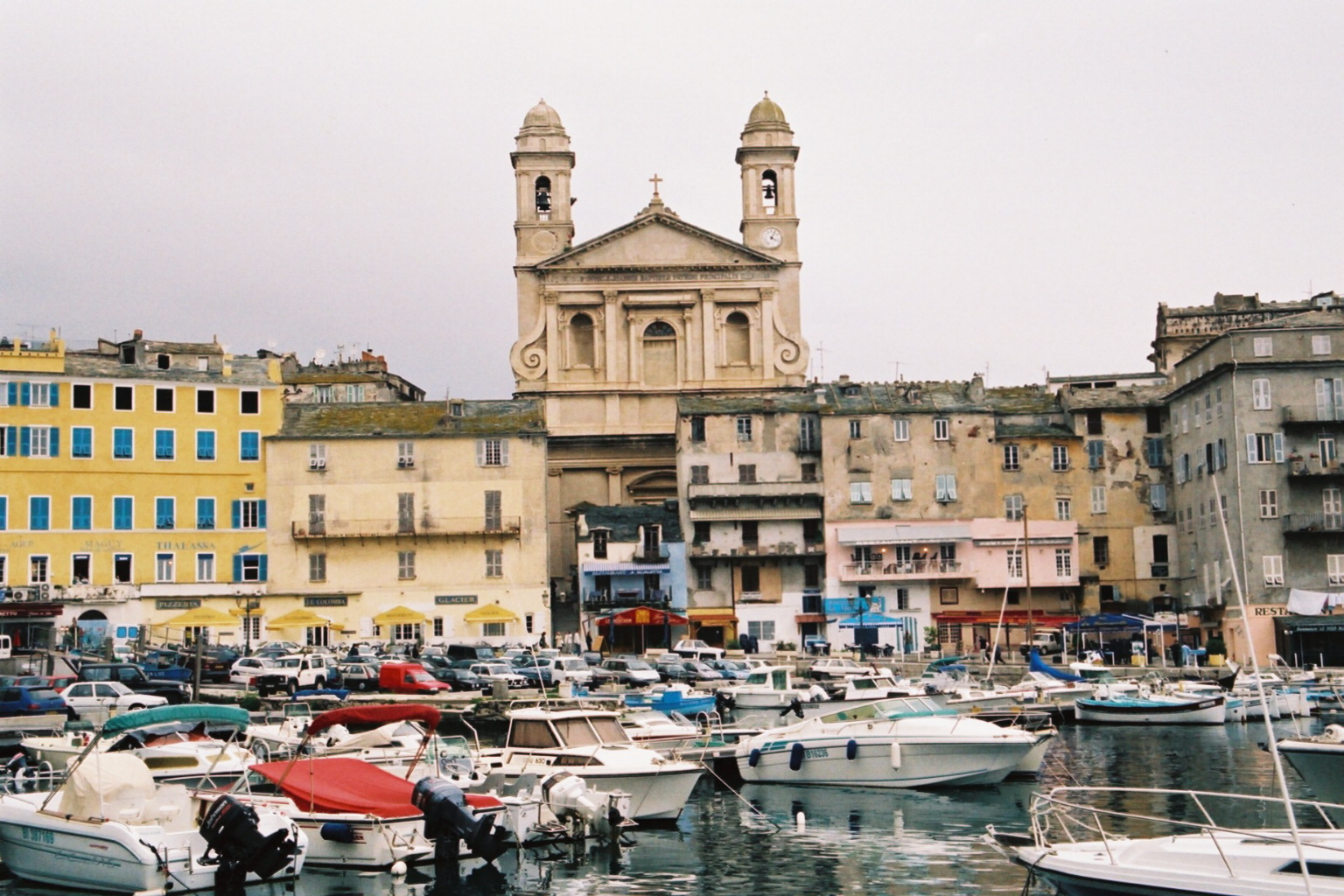
Bastia, ultima tappa del suo viaggio nell'isola.

Nel 1765 dopo aver raggiunto Môtiers vicino Neuchâtel in Svizzera dove incontrò Rousseau, ad aprile raggiunse Roma e decise di partire per la Corsica quindi giunse ad agosto a Firenze e quindi salpò da Livorno diretto nel paese di Centuri nella penisola di Capo Corso. 
Dopo aver raggiunto Centuri proseguì verso Morsiglia, poi a Pino, Canari, Patrimonio, Murato e infine Corte la Capitale della Corsica di Paoli. Il suo viaggio continuò verso Bastelica, Ornano e poi da Sollacaro tornò a Corte e continuò verso Cauro, Cuttoli, Bocognano e tornò di nuovo a Corte dove cominciò il suo viaggio di ritorno. La prima notte di fermò a Vescovato e poi Bastia, dove tornò nella penisola alla fine dell'anno.

## Traduzioni italiane
- Relazione della Corsica, Londra, Williams, 1769.
- Viaggio in Corsica, traduzione di Attilio Brilli, Collana La Diagonale, Palermo, Sellerio editore, 1989.